# Passiflora gracilis
Passiflora gracilis är en passionsblomsväxtart som beskrevs av Nikolaus Joseph von Jacquin. Passiflora gracilis ingår i släktet passionsblommor, och familjen passionsblomsväxter. Inga underarter finns listade i Catalogue of Life.